# Biała Góra (Natura 2000)
Biała Góra – projektowany specjalny obszar ochrony siedlisk, aktualnie obszar mający znaczenie dla Wspólnoty, położony na Wyżynie Miechowskiej, na zachodnim stoku Białej Góry (416 m n.p.m.), niemal w całości na terenie gminy Kozłów. Zajmuje powierzchnię 12,89 ha. Prawie 76% powierzchni obszaru jest dodatkowo objęte ochroną w formie rezerwatu przyrody „Biała Góra”.
W obszarze podlegają ochronie dwa typy siedlisk z załącznika I dyrektywy siedliskowej:
- murawy kserotermiczne (Inuletum ensifoliae)
- grąd (Tilio-Carpinetum)

Występuje tu obuwik pospolity (Cypripedium calceolus) – gatunek z załącznika II.

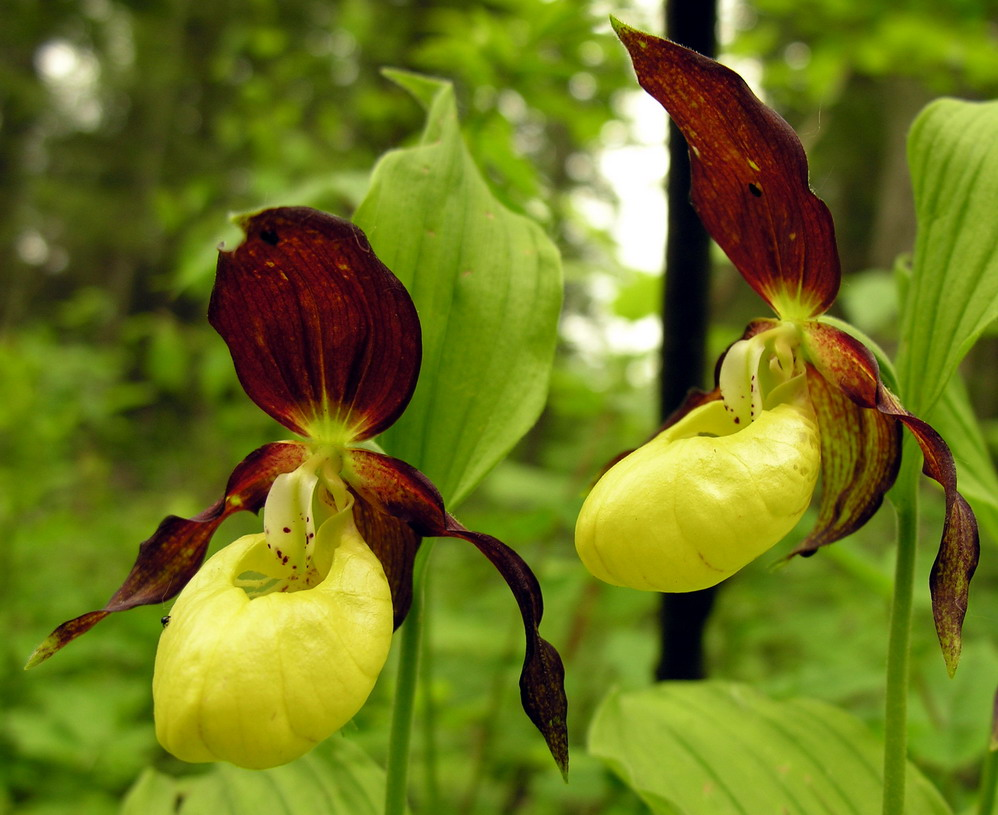
Obuwik pospolity

Dodatkowo, występują tu liczne gatunki roślin objętych ochroną gatunkową lub zagrożonych:
- miłek letni (Adonis aestivalis)
- miłek wiosenny (Adonis vernalis)
- kurzyślad błękitny (Anagallis foemina)
- zawilec wielkokwiatowy (Anemone sylvestris)
- parzydło leśne (Aruncus sylvestris)
- kopytnik pospolity (Asarum europaeum)
- aster gawędka (Aster amellus)
- dzwonek syberyjski (Campanula sibirica)
- buławnik wielkokwiatowy (Cephalanthera damasonium)
- wiśnia karłowata (Cerasus fruticosa)
- ostrożeń pannoński (Cirsium pannonicum)
- konwalia majowa (Convallaria majalis)
- wawrzynek wilczełyko (Daphne mezereum)
- przytulia wonna (Galium odoratum)
- kosaciec bezlistny (Iris aphylla)
- lilia złotogłów (Lilium martagon)
- len złocisty (Linum flavum)
- listera jajowata (Listera ovata)
- gnieźnik leśny (Neottia nidus-avis)
- storczyk kukawka (Orchis militaris)
- storczyk purpurowy (Orchis purpurea)
- ciemiężyca zielona (Veratrum lobelianum)
- kalina koralowa (Viburnum opulus)
- barwinek pospolity (Vinca minor)